# Jacques Rastoin
Jacques Rastoin (* 19. Februar 1900 in Marseille; † 17. Juni 1979 in Gignac-la-Nerthe, Provence-Alpes-Côte d’Azur) war ein französischer Politiker. Er war von 1966 bis 1971 Mitglied des Senats.
Rastoin stammte aus einer angesehenen Familie. Sein Vater Émile war Hersteller von Seifen und Ölen und saß als solcher der Handelskammer von Marseille vor und war außerdem stellvertretender Bürgermeister der Stadt. Nach dem Erwerb des Abiturs war Jacques in der gleichen Branche tätig wie sein Vater. Er wurde auf diesem Wege reich und war in diversen Organisationen der Industrie aktiv. Bei den Stadtratswahlen 1953 trat Rastoin für das CNIP unter Führung von Henry Bergasse an. Er zog in den Stadtrat ein und wurde Stellvertreter des sozialistischen Bürgermeisters Gaston Defferre, was er bis 1977 blieb. Nach zwei erfolglosen Kandidaturen 1959 und 1962 wurde er 1966 in den Senat gewählt. Bei den folgenden Wahlen im Jahr 1971 wurde er jedoch nicht wiedergewählt. 1979 starb Rastoin. Er war Offizier der Ehrenlegion.